# Douglas Ousterhout
Douglas K. Ousterhout est un docteur en médecine et chirurgien-dentiste, qui a pratiqué la chirurgie craniofaciale à San Francisco, en Californie,. Sa spécialité concernait la chirurgie de féminisation faciale des femmes trans ; aux États-Unis, il est largement considéré comme le chirurgien le plus influent dans son domaine. Il a également réalisé des chirurgies de masculinisation du visage sur certains hommes trans, parmi d'autres procédures esthétiques cranio-faciales et maxillo-faciales.

## Carrière
Douglas Ousterhout est élève du Français Paul Tessier.
Il ouvre son cabinet à San Francisco en 1974. En 1982, il reçoit sa première patiente transgenre qui lui explique être perçue comme un homme en raison de son front trop haut. Il étudie alors la forme du crâne en fonction des sexes et publie des articles de recherche sur la féminisation du visage à partir de 1987. La chirurgie de féminisation du visage consiste, généralement, à avancer la racine des cheveux, en réalisant un front plus petit et plus rond, à réduire l'arcade sourcilière et le nez, à raccourcir la lèvre supérieure et le menton, à réduire la mâchoire et la proéminence laryngée.
Plus tard, il s'intéresse à la dysphorie de genre des hommes trans et publie un premier article sur la chirurgie de masculinisation du visage en 2011 sans lui-même réaliser d'opérations de ce genre sur des hommes trans. Dans cet article, il étudie des opérations menées avec succès sur six hommes cisgenres pour des augmentations du front, du menton et des mandibules.
Ousterhout réalise notamment des chirurgies de féminisation faciale pour Lynn Conway, Andrea James et Nicole Hamilton.

## Vie privée
Douglas et Nancy Ousterhout, sa femme, possèdent, et gèrent un vignoble en Californie.

## Publications
- Ousterhout, Douglas K., editor (1991). Aesthetic Contouring of the Craniofacial Skeleton. Lippincott Williams and Wilkins.  (ISBN 0-316-67410-9).